# 奧地利經濟

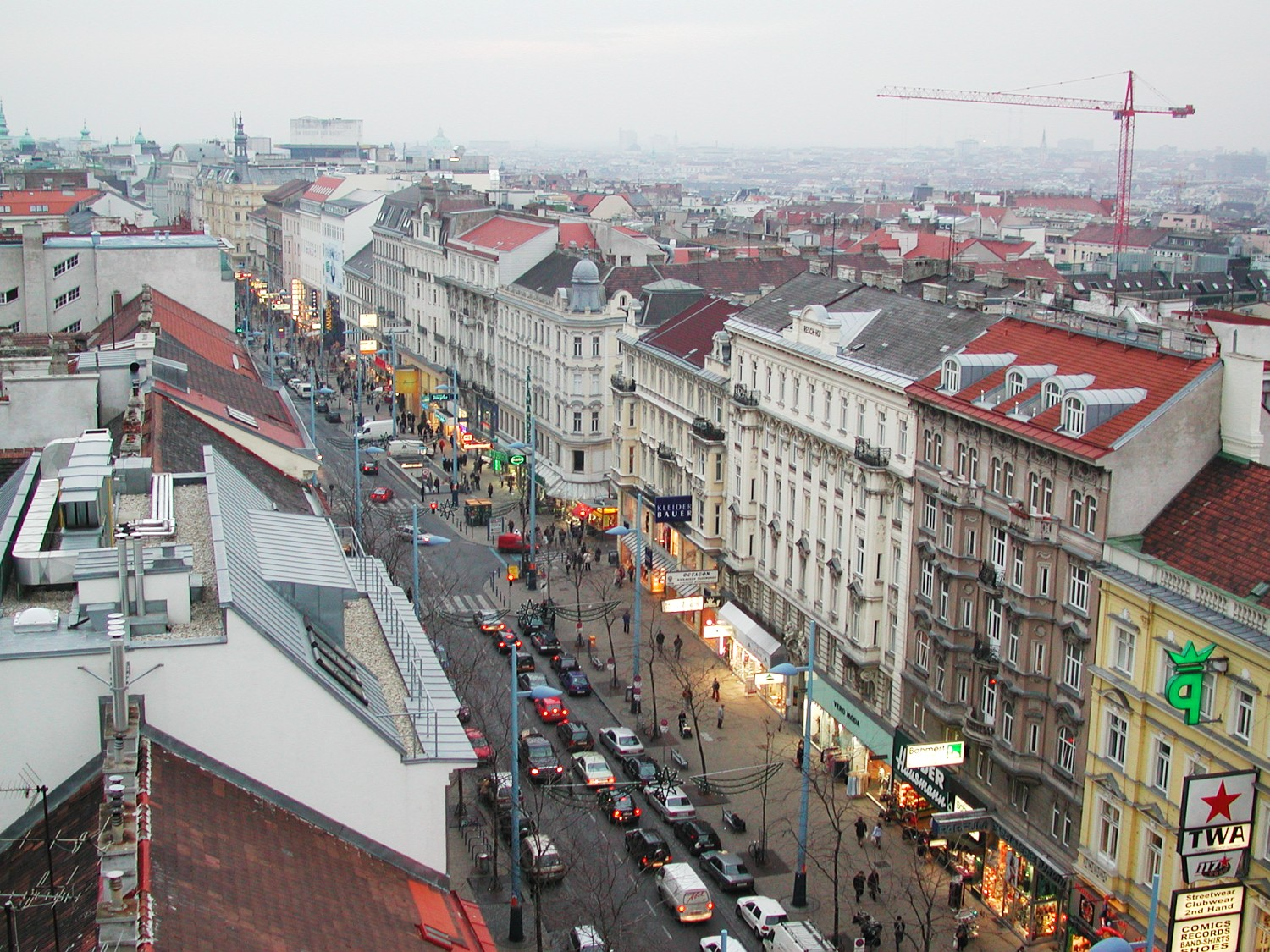
維也納的瑪利亞希爾夫購物區

奧地利的經濟特色之一是其施行于德國類似的社會市場經濟。在2022年，奧地利的人均名义GDP约52732美元，以購買力平價計算的話，人均GDP約56281歐元，为欧盟第五名，位列世界第14位。在2002年1月，奧地利加入歐元區，歐元取代舊貨幣奧地利先令，成為奧地利的通用貨幣。